# Computerworld
Computerworld (1983) (engleză Computerworld) este un roman science fiction al scriitorului A. E. van Vogt.

## Considerații generale
Acesta este un roman al vremurilor post-orwellianului 1984, scris din perspectiva computerului și folosind cunoștințele tehnice despre puterea și arhitectura calculatoarelor disponibile în anii '70. Revista Computerworld i-a cerut editurii DAW Books să modifice titlul cărții pentru a nu fi confundat cu propria lor publicație, ceea ce a făcut ca, începând cu luna iulie 1985, republicarea să se facă sub titlul Computer Eye.

## Intriga
Lumea este controlată de un computer a cărui rețea de identificare biomagnetică este răspândită în toate casele și vehiculele, pe străzi și în instituții. Însă, cu fiecare identificare de rutină, computerul fură energie psihică de la oameni, ceea ce duce la o deteriorare progresivă în timp a profilelor biomagnetice ale oamenilor.
Înțelegerea acestui fenomen duce la crearea Societății Rebelilor din Lumea Computerului, care intuiește pericolul instaurării controlului cvasi-total al computerului. Pentru că, deși se află sub controlul armatei - reprezentată de colonelul Yahco Smith - computerul începe încetul cu încetul să capete voința de a se transforma dintr-o unealtă în supremul conducător.
Smith încearcă să destrame Societatea Rebelilor, punând mâna pe liderul acesteia, un anume Glay Tate, ale cărui abilități îl ajută să ia forma oamenilor pe care îi întâlnește, să migreze dintr-un corp în altul, sau să ajute sufletul unei persoane să revină din lumea morților. Tate știe că singura soluție de a opri nebunia spre care se îndreaptă computerul este să îl ajute să își creeze o proiecție a unui rai viitor - iar raiul ar însemna, din perspectiva logicii computerizate, un loc al controlului absolut, în care ființele umane ar fi dispărut complet.
Acesta este punctul critic spre care îl ajută pe computer să se îndrepte, scăpând numeroaselor tentative de asasinat ale acestuia și permițându-i să distrugă actuala rețea de control, prin care armata și guvernul își exercitau controlul asupra populației. Și, când înțelege că direcția spre care se îndreaptă reprezintă singurătatea eternă, computerul acceptă să renunțe la visul său megalomanic și să redevină slujitorul credincios al omenirii,